# Palazzo Mancini (Firenze)
Palazzo Mancini è un edificio storico di Firenze, situato in via dei Leoni 12, angolo via del Corno.

## Storia e descrizione
Di dimensioni contenute ma di eleganti forme, il palazzo risulta costruito inglobando i resti di una torre degli Stiattesi, su commissione della famiglia Mancini che ne fu proprietaria nel corso del Cinquecento, e che già precedentemente era attestata nel quartiere con varie proprietà nella vicina zona poi occupata dalla grande fabbrica dei Filippini in piazza San Firenze. 
Nel Settecento il palazzo passò di proprietà alla famiglia Panzanini, che lo adibì ad albergo, con la denominazione di Del Re (o dei Tre Re). 
Nel 1751 fu venduto ai Ristori e, in seguito, oltre che ad albergo, servì anche come posta di cavalli. Nella seconda metà dell'Ottocento, acquistato dalla famiglia Parenti, tornò ad essere residenza signorile, come attestano gli interventi pittorici che ricorrono in vari ambienti interni. 
Attualmente si propone sulla via con tutta la dignità propria di un palazzo cinquecentesco, seppure variamente rimaneggiato nel corso dei secoli in ragione delle diverse destinazioni d'uso. Alcuni elementi delle murature trecentesche sono stati rimessi in luce durante i restauri che hanno interessato il palazzo negli anni settanta. Questi si affiancano sulla facciata agli elementi più tipicamente cinquecenteschi, quali le incorniciature a bugnato rustico del grande portone e della porta vicina (ora mostra di un esercizio commerciale) le cui dimensioni bene si spiegano in ragione dello stretto accesso trecentesco alla torre, forse già riddotto a una finestra inginocchiata e poi ampliato in basso con la pietra artificiale tra Otto e Novecento.
Una veduta d'insieme della via lascia intendere come tali interventi possano essere verosimilmente immaginati come successivi ai grandi lavori diretti da Bartolomeo Ammannati prima e da Bernardo Buontalenti poi per l'ampliamento del Palazzo della Signoria su questo lato, tra il 1588 e il 1596, e abbiano come riferimento il bel portale a bozzato rustico con l'arme dei Medici disegnato dallo stesso Buontalenti. 
Sul fianco di via del Corno è una buca per le 'limosine' datata 1722. Subito sopra è un tabernacolo con un bassorilievo in terracotta raffigurante la Madonna protettrice di Firenze dello scultore Giuseppe Riccetti, posto in questa edicola cinquecentesca oramai vuota dal Comitato per l'estetica cittadina nell'ambito del progetto di recupero della via attuato nel 1955.

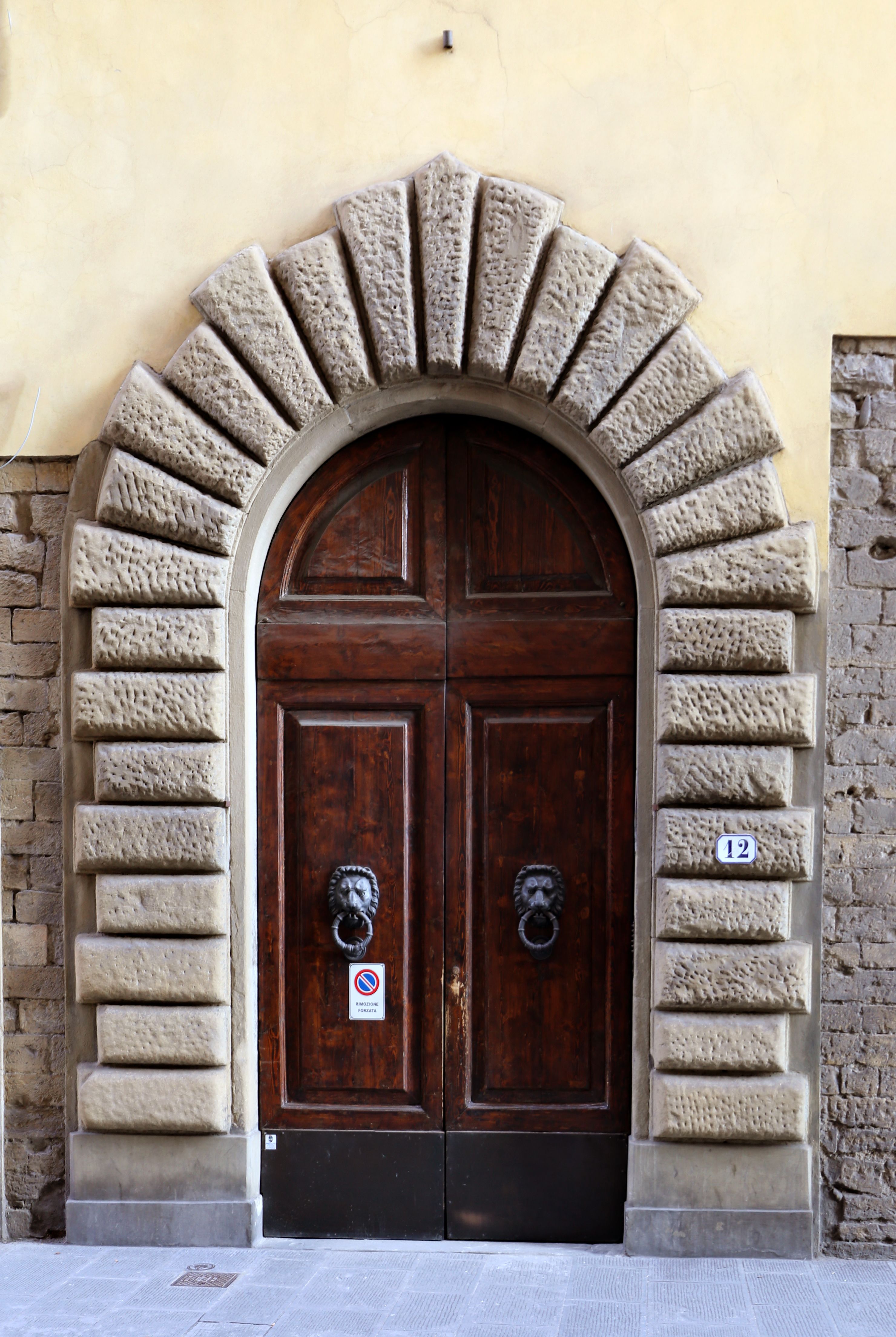
Il portale centinato
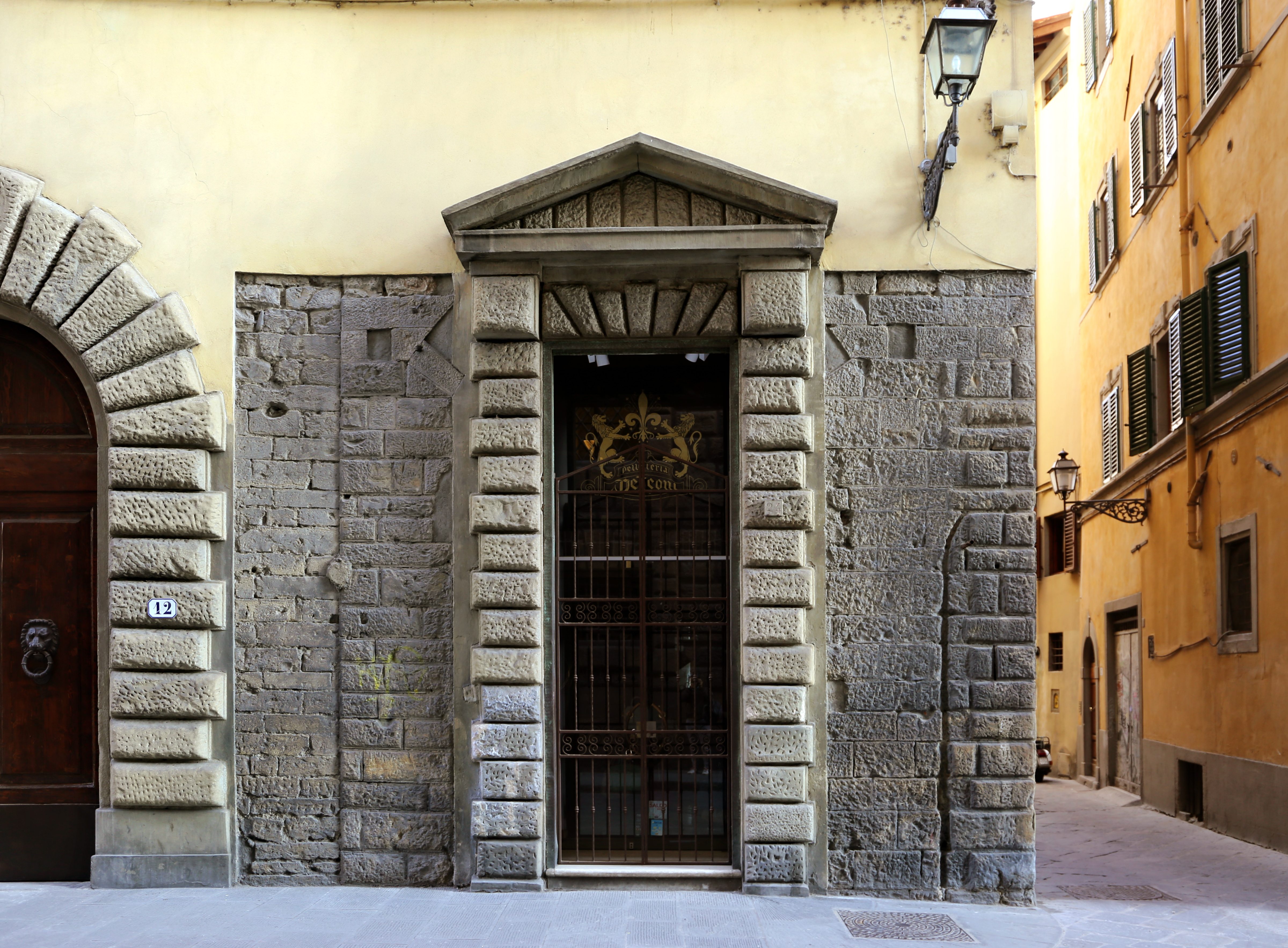
Il portale allungato, forse già ingresso della torre degli Stiattesi
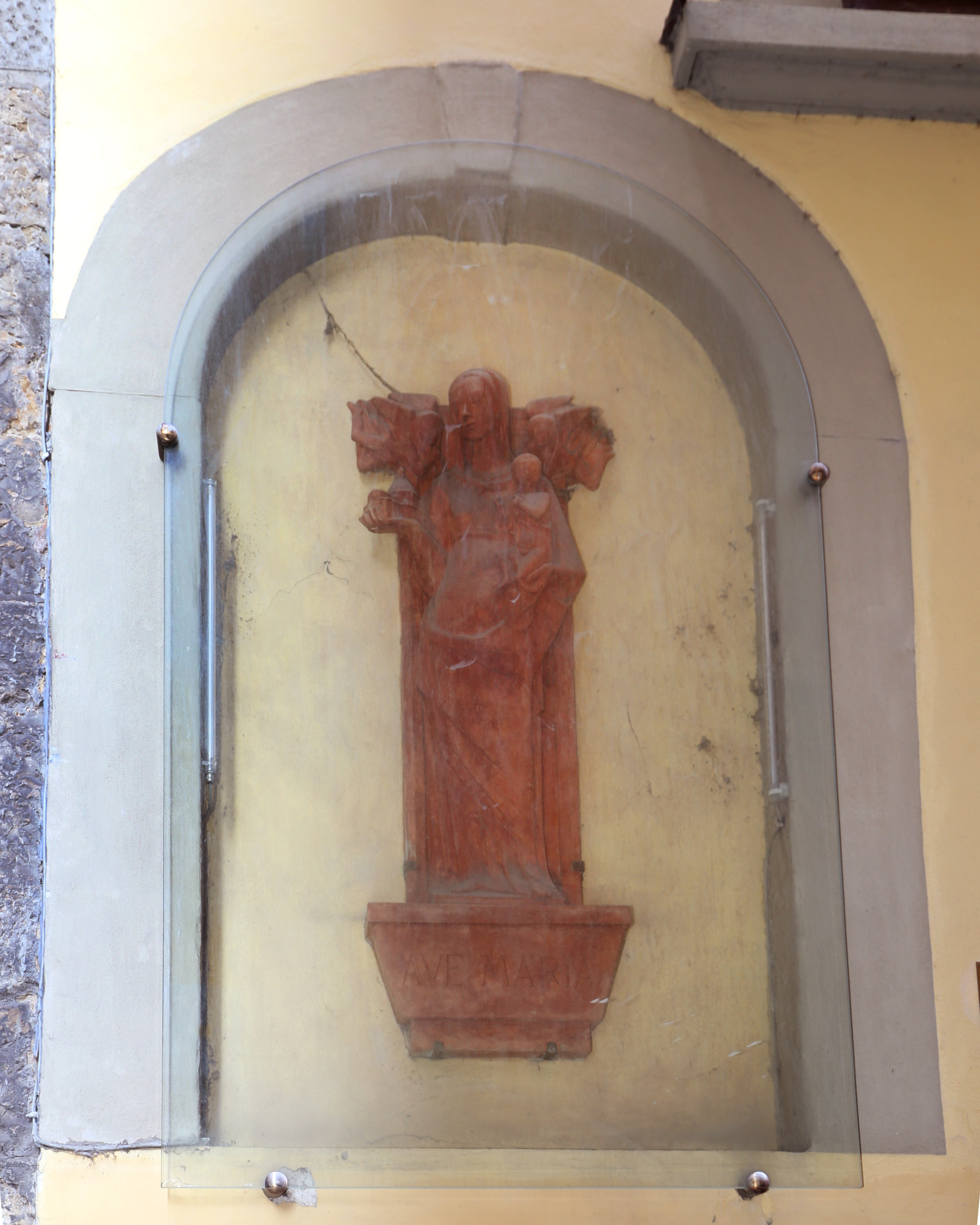
Il tabernacolo
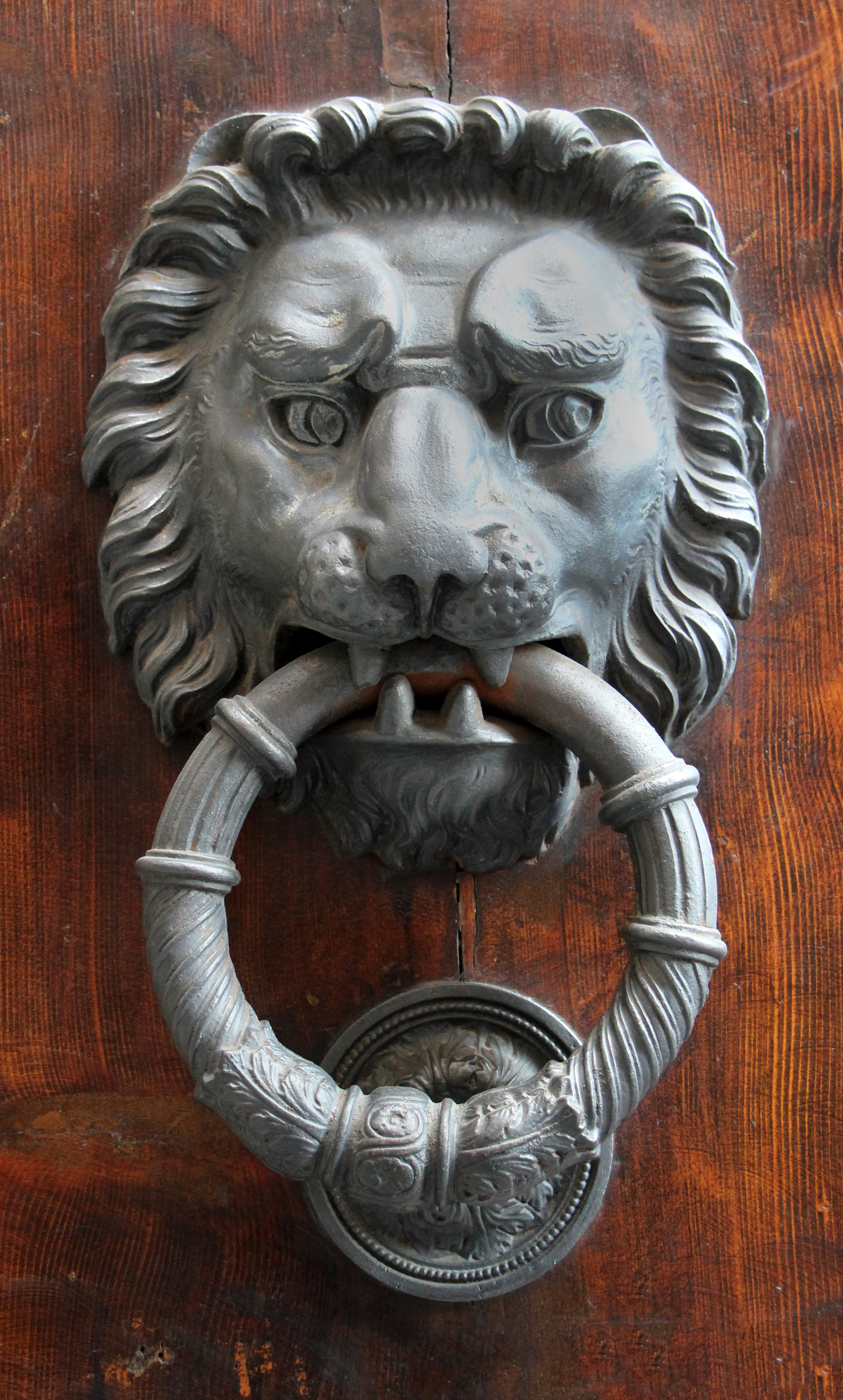
Una maniglia del portale
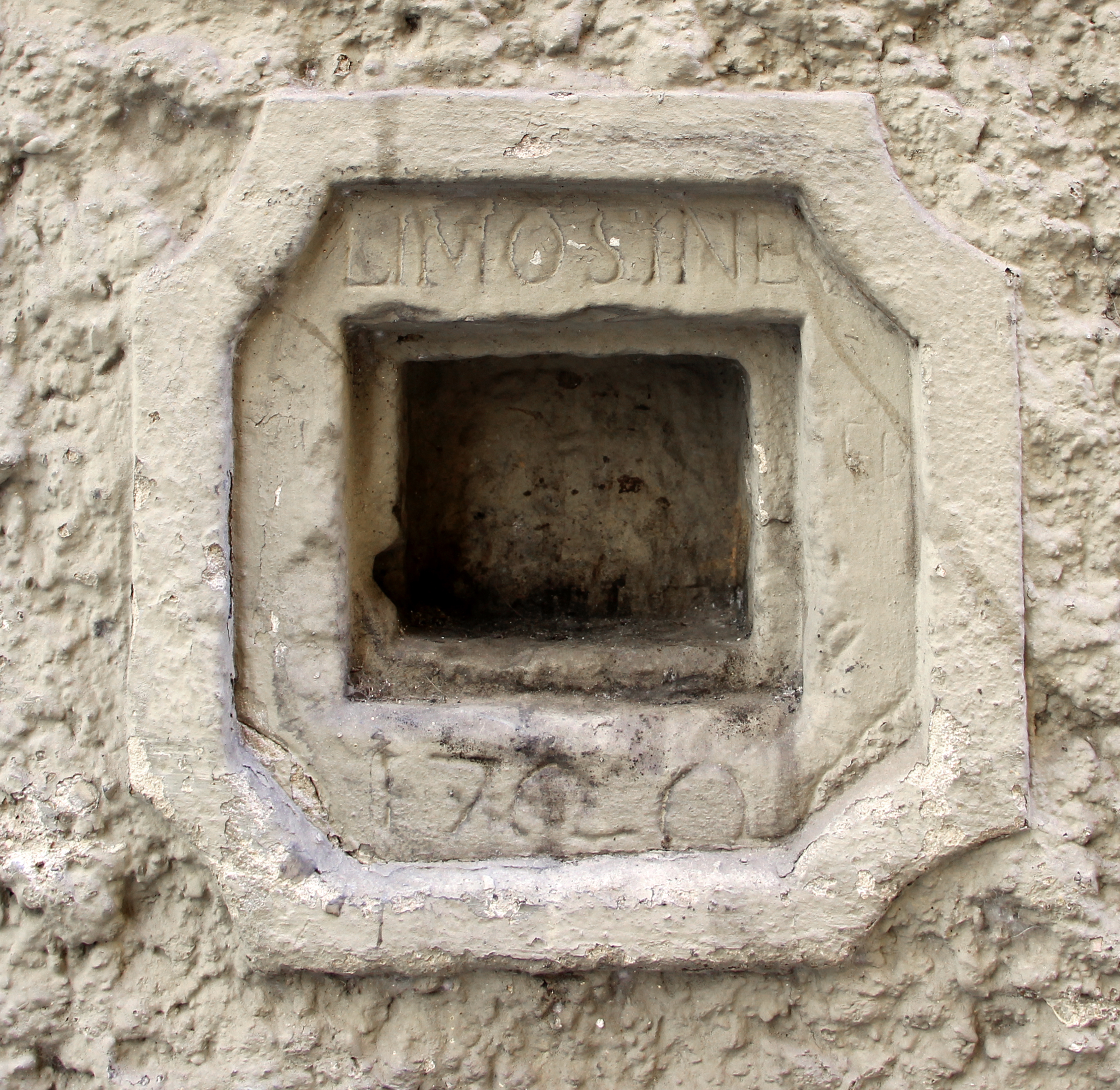
La buca per le elemosine datata 1722